# Smriječno
Smriječno este un sat din comuna Plužine, Muntenegru. Conform datelor de la recensământul din 2003, localitatea are 81 de locuitori (la recensământul din 1991 erau 116 locuitori).

## Demografie
În satul Smriječno locuiesc 68 de persoane adulte, iar vârsta medie a populației este de 48,5 de ani (42,6 la bărbați și 54,8 la femei). În localitate sunt 27 de gospodării, iar numărul mediu de membri în gospodărie este de 3,00.
Populația localității este foarte eterogenă.
|  |

| Demografie | Demografie | Demografie |
| An         | Locuitori  | Locuitori  |
| ---------- | ---------- | ---------- |
|            |            |            |
|            |            |            |
|            |            |            |
|            |            |            |
| 1948       | 231        |            |
| 1953       | 254        |            |
| 1961       | 245        |            |
| 1971       | 187        |            |
| 1981       | 126        |            |
| 1991       | 116        | 112        |
| 2003       | 81         | 81         |

| \| Componența etnică conform recensământului din 2003[2] \| Componența etnică conform recensământului din 2003[2] \| Componența etnică conform recensământului din 2003[2] \| Componența etnică conform recensământului din 2003[2] \| Componența etnică conform recensământului din 2003[2] \| \| ----------------------------------------------------- \| ----------------------------------------------------- \| ----------------------------------------------------- \| ----------------------------------------------------- \| ----------------------------------------------------- \| \| \| \| \| \| \| \| Sârbi \| Sârbi \| \| 49 \| 60,49% \| \| Muntenegreni \| Muntenegreni \| \| 17 \| 20,98% \| \| Iugoslavi \| Iugoslavi \| \| 3 \| 3,7% \| \| necunoscută \| necunoscută \| \| 0 \| 0% \| |              |  |    |        |
| Componența etnică conform recensământului din 2003 |              |  |    |        |
| |              |  |    |        |
| Sârbi | Sârbi        |  | 49 | 60,49% |
| Muntenegreni | Muntenegreni |  | 17 | 20,98% |
| Iugoslavi | Iugoslavi    |  | 3  | 3,7%   |
| necunoscută | necunoscută  |  | 0  | 0%     |

## Personalități
În această localitate s-a născut academicianul Ljubomir Tadić, tatăl lui Boris Tadić, președintele Serbiei. Boris Tadić a vizitat loclitatea la 9 iulie 2010, în timpul unei vizite de două zile în Muntenegru.